# Kabinet-Ohira II
Het kabinet–Ohira II (Japans: 第2次大平内閣) was de regering van het Keizerrijk Japan van 10 november 1979 tot 17 juli 1980.

## Kabinet–Ohira II (1979–1980)
| Ambtsbekleder                                                | Ambtsbekleder    | Ambtsbekleder                           | Functie                                    | Ambtstermijn     | Ambtstermijn    | Partij |
| ------------------------------------------------------------ | ---------------- | --------------------------------------- | ------------------------------------------ | ---------------- | --------------- | ------ |
|                                                              | Masayoshi Ohira  | Masayoshi Ohira 大平正芳 (1910–1980)    | Premier                                    | 7 december 1978  | 12 juni 1980    | LDP    |
|                                                              | Masayoshi Ito    | Masayoshi Ito 伊東正義 (1913–1994)      | Premier                                    | 12 juni 1980     | 17 juli 1980    | LDP    |
| Secretaris- generaal                                         | Masayoshi Ito    | Masayoshi Ito 伊東正義 (1913–1994)      | 10 november 1979                           |                  | 17 juli 1980    | LDP    |
|                                                              | Masaharu Gotoda  | Masaharu Gotoda 後藤田正晴 (1914–2005)  | Minister van Binnenlandse Zaken            | 10 november 1979 | 17 juli 1980    | LDP    |
| Voorzitter van de Commissie voor Openbare Orde en Veiligheid | Masaharu Gotoda  | Masaharu Gotoda 後藤田正晴 (1914–2005)  |                                            | 10 november 1979 | 17 juli 1980    | LDP    |
|                                                              | Saburo Okita     | Saburo Okita 大来佐武郎 (1914–1993)     | Minister van Buitenlandse Zaken            | 10 november 1979 | 17 juli 1980    | O      |
|                                                              | Noboru Takeshita | Noboru Takeshita 竹下登 (1924–2000)     | Minister van Financiën                     | 10 november 1979 | 17 juli 1980    | LDP    |
|                                                              |                  | Tadao Kuraishi 倉石忠雄 (1900–1986)     | Minister van Justitie                      | 10 november 1979 | 17 juli 1980    | LDP    |
|                                                              | Yoshitake Sasaki | Yoshitake Sasaki 佐々木義武 (1909–1986) | Minister van Economische Zaken             | 10 november 1979 | 17 juli 1980    | LDP    |
|                                                              |                  | Kyoichi Noro 野呂恭一 (1919–1995)       | Minister van Volksgezondheid en Welzijn    | 10 november 1979 | 17 juli 1980    | LDP    |
|                                                              |                  | Takao Fujinami 藤波孝生 (1932–2007)     | Minister van Arbeid                        | 10 november 1979 | 17 juli 1980    | LDP    |
|                                                              | Senichi Tanigaki | Senichi Tanigaki 谷垣専一 (1912–1983)   | Minister van Onderwijs                     | 10 november 1979 | 17 juli 1980    | LDP    |
|                                                              |                  | Uzaburo Jizaki 地崎宇三郎 (1919–1987)   | Minister van Transport en Infrastructuur   | 10 november 1979 | 17 juli 1980    | LDP    |
|                                                              |                  | Eiichi Watanabe 渡辺栄一 (1918–1997)    | Minister van Bouw en Constructie           | 10 november 1979 | 17 juli 1980    | LDP    |
|                                                              | Kabun Muto       | Kabun Muto 武藤嘉文 (1926–2009)         | Minister van Landbouw, Bosbouw en Visserij | 10 november 1979 | 17 juli 1980    | LDP    |
|                                                              |                  | Masao Ohnishi 大西正男 (1910–1987)      | Minister van Communicatie en Post          | 10 november 1979 | 17 juli 1980    | LDP    |
|                                                              | Enji Kubota      | Enji Kubota 久保田円次 (1903–1998)      | Directeur- generaal van de JSDF            | 10 november 1979 | 4 februari 1980 | LDP    |
|                                                              | Yoshizo Hosoda   | Yoshizo Hosoda 細田吉蔵 (1912–2007)     | Directeur- generaal van de JSDF            | 4 februari 1980  | 17 juli 1980    | LDP    |